# Buhuși
Buhuși (pronunciat en romanès: [buˈhuʃʲ]; ídix: באהוש, Bohush) és una ciutat del comtat de Bacău, Romania, amb una població de 14.562 habitants (2011).
Es va esmentar per primera vegada al segle xv quan va rebre el nom de "Bodești" i era propietat d'una important família de boiars anomenada "Buhuș".
La ciutat tenia la fàbrica tèxtil més gran del sud-est d’Europa. Però la fàbrica ha reduït dràsticament les seves capacitats després del 1989 i actualment dona feina a menys de 200 treballadors. El monestir de Runc (construït el 1457), situat a prop de Buhuși, és un dels famosos monestirs construïts per Esteve el Gran de Moldàvia a Moldàvia durant les guerres otomanes del segle XV.
Buhuși té cinc escoles primàries i una escola secundària, el Col·legi Tècnic Borcea. La ciutat administra dos pobles, Marginea i Runcu.

## Comunitat jueva
El rabí Yitzchok Friedman, fill del rabí Yisrael Friedman de Ruzhin, va fundar aquí la dinastia Bohush Hasidic a mitjan segle XIX. La dinastia es va traslladar a Tel-Aviv, Israel, el 1951.

## Residents il·lustres
- Elisabeta Bostan, directora de cinema i guionista
- Dumitru Dan, geògraf, professor de geografia i globus terrestre
- Yisrael Friedman, rabí
- Mircea Grosaru, polític
- Marian Purică, jugador de futbol
- Mihail Roller, activista, historiador i propagandista comunista
- Moshe Sharoni, polític israelià

## Galeria

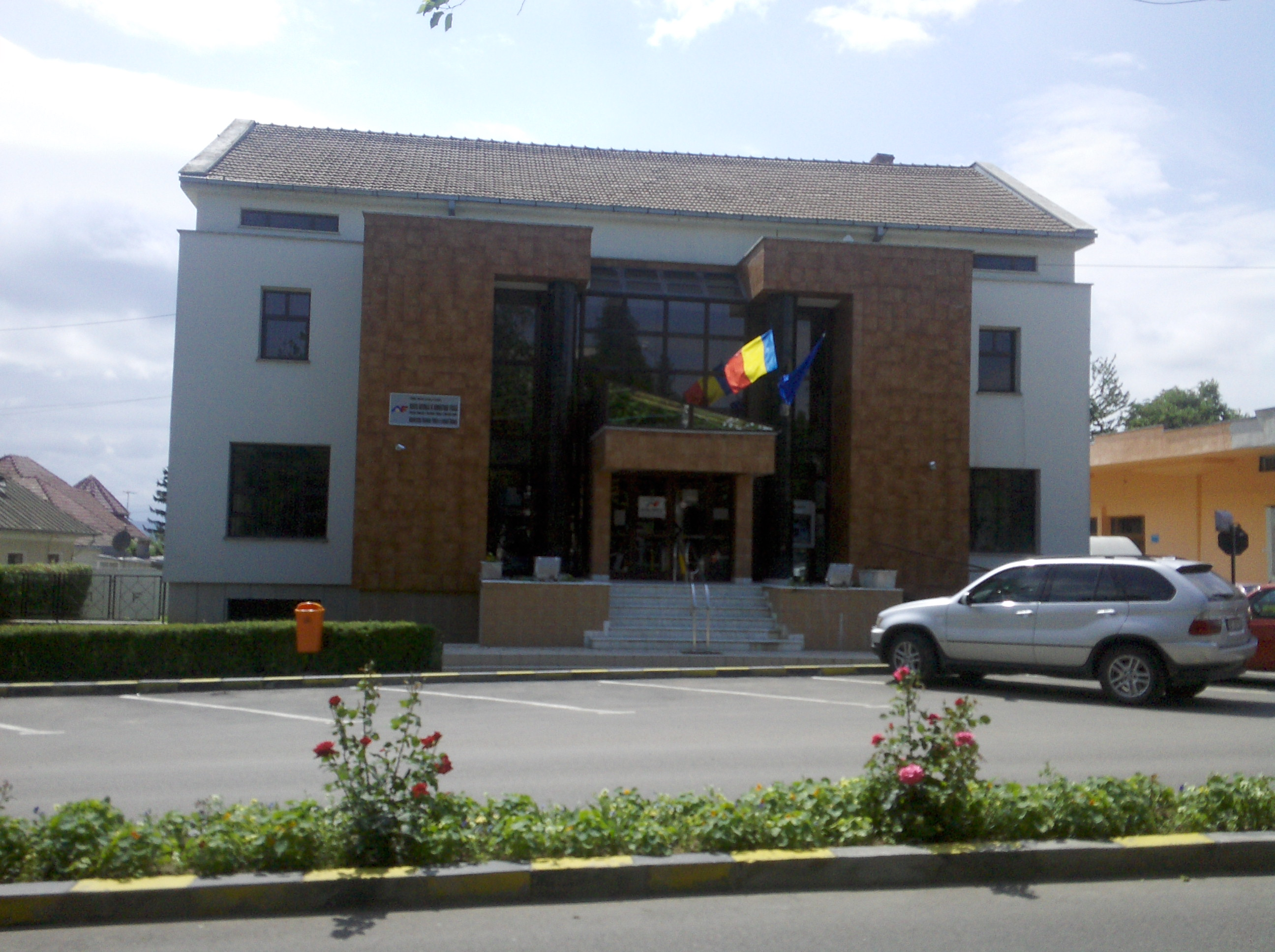
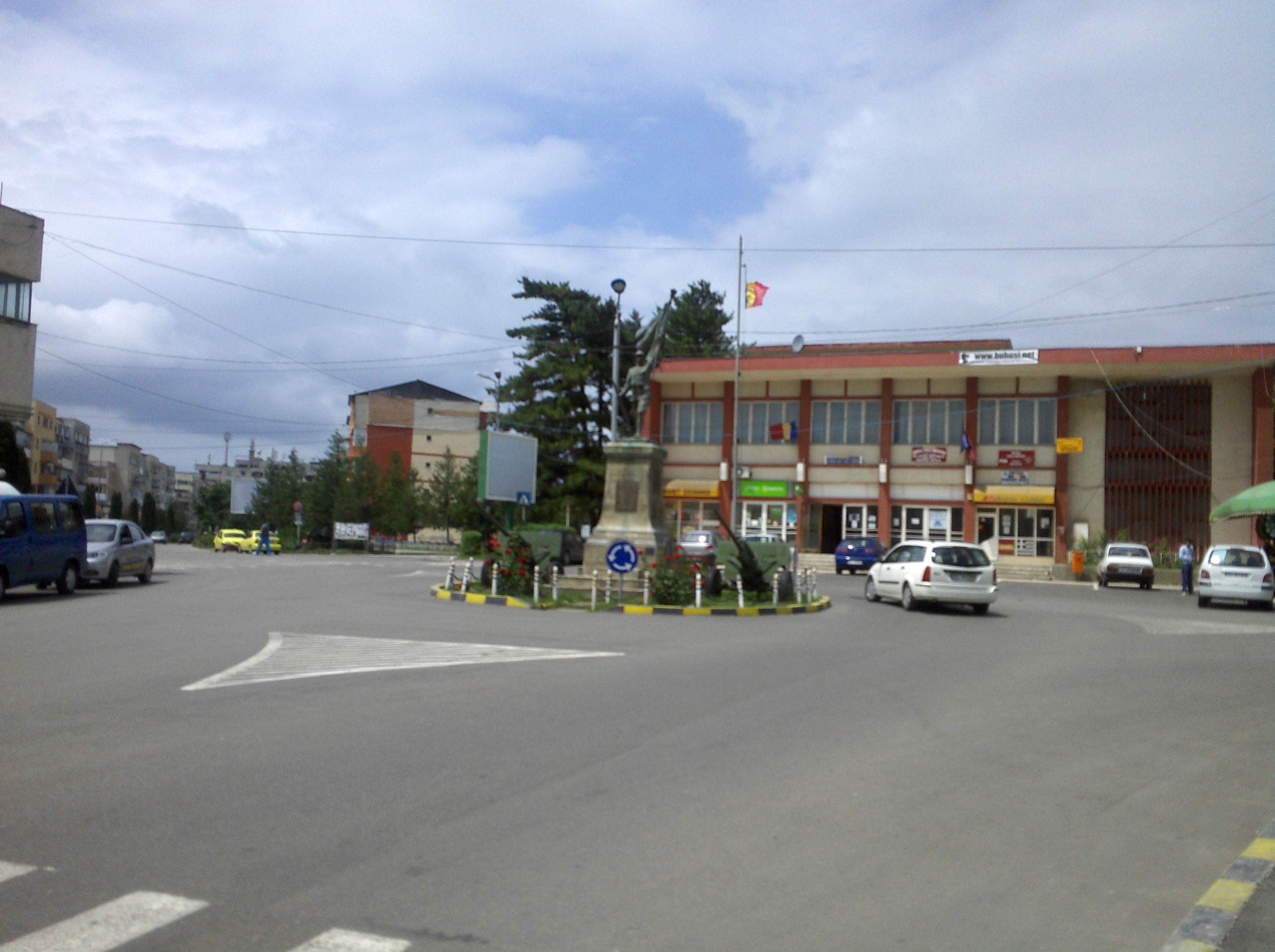
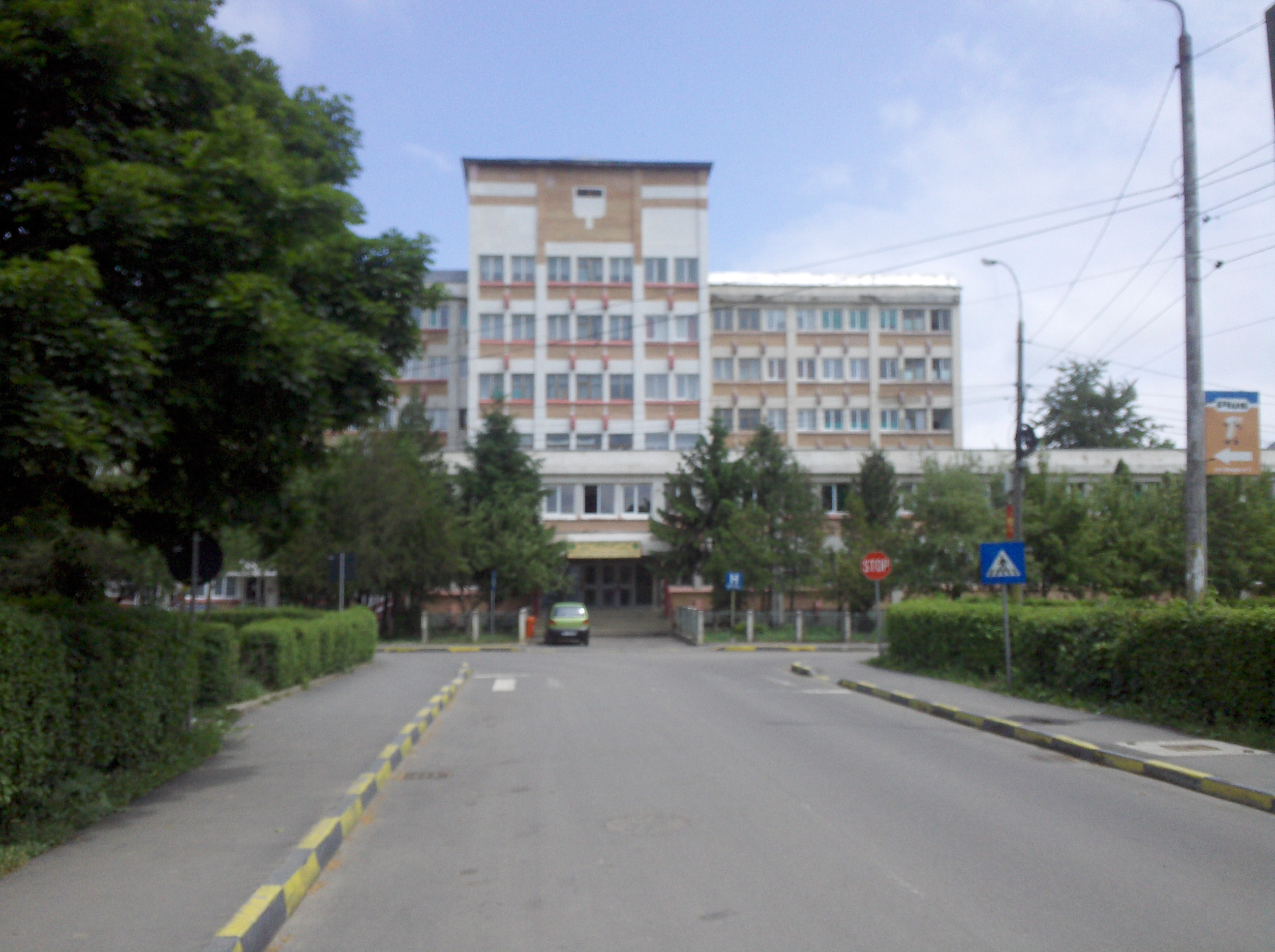